# 村上行示
村上 行示（むらかみ こうじ、1921年8月5日 - 2011年6月20日）は、日本の労働運動家。元全日本海員組合組合長。

## 経歴
大阪市生まれ。神戸高等商船学校（現神戸大学海洋政策科学部）航海科卒。新和海運出身、甲種船長。1956年全日本海員組合中央執行委員。1960年から1966年に教育部長を務め、機関誌『海員』の編集を担当。組合の先輩を紹介する物語を連載し、1966年に『海上労働運動夜話』（成山堂書店）として刊行した。1971年6月の海員組合第30回臨時大会で組合長に選出。1972年4月から7月の「賃上げ・人間性回復・合理化対策」のスローガンを掲げた92日間のストを指導。民社党員で同盟副会長（1972年1月～1981年1月）を務めたが、日本生産性本部との関係解消、政党支持自由化、全港湾など総評系組合との共闘、総選挙での共産党候補の推薦など海員組合の路線転換を推進した。1980年1月に「汽船部委員会で諸手当引き下げの確認書が否決された責任」をとり組合長を辞任。同盟顧問、日本殉職船員顕彰会理事長、同理事も務めた。

## 著書
- 『海上労働運動夜話』（成山堂書店、1966年）
- 『海野太郎の考え方』（村上行示、1971年）
- 『ものがたり海員組合』（海員ジャーナル、1972年）
- 『わが豊玉姫――村上行示詩集』（成山堂書店、1978年）
- 『石炭だき船の青春』（日本海事広報協会、1983年）